# Sartak
Sartak, o Sartaq o Sartach (in tartaro Сартак; ante 1255 – 1256), è stato un condottiero mongolo, figlio di Batu e 2' Khan dell'Orda d'Oro e dell'Orda Blu.

## Biografia
Di lui poco è noto tranne che regnò brevemente (per circa un anno) e che gli succedette il figlio (naturale o adottato) Ulakci. Talvolta Ulakci viene indicato come un fratello minore di Sartak.